# 中国驻喀山总领事列表
本列表为中国驻俄罗斯喀山总领事馆历任总领事名录。

## 历任中国驻喀山总领事

### 中华人民共和国驻喀山总领事（2016年至今）
2015年9月3日，中俄两国达成协议，中国在喀山设置总领事馆。2018年8月22日，驻喀山总领事馆正式开馆。
| 姓名   | 任命 | 到任          | 递交任命书 | 免职 | 离任      | 领事职务 | 备注 | 备注 |
| ------ | ---- | ------------- | ---------- | ---- | --------- | -------- | ---- | ---- |
| 吴颖钦 |      | 2016年9月     |            |      | 2022年7月 | 总领事   |      |      |
| 向波   |      | 2022年9月28日 |            | 现任 |           | 总领事   |      |      |